# Mohammed al-Breik
Mohammed al-Breik (arabisch محمد البريك, DMG Muḥammad al-Buraik; * 15. September 1992 in Mekka) ist ein saudi-arabischer Fußballspieler.

## Karriere

### Verein
Er begann seine Karriere in der U23 von al-Hilal und stieg zur Saison 2014/15 in die erste Mannschaft auf, wechselte jedoch umgehend per Leihe für die Saison zu al-Raed. Seit der Saison 2015/16 spielt er wieder für al-Hilal. In dieser Zeit gewann er mit seiner Mannschaft vier Mal die Meisterschaft, zwei Mal den Pokal, einmal den Supercup, einmal den Crown Prince Cup und in der Saison 2019 auch die AFC Champions League.

### Nationalmannschaft
Seinen ersten Einsatz im Trikot der saudi-arabischen Nationalmannschaft hatte er am 24. August 2016 bei einem 4:0-Freundschaftsspielsieg über Laos. Er stand in der Startelf und wurde zur zweiten Halbzeit gegen Hassan Muath Fallatah ausgewechselt. Nach ein paar weiteren Einsätzen in den nächsten Jahren war sein erstes Turnier die Weltmeisterschaft 2018. Er spielte in allen drei Partien der Gruppenphase die volle Spielzeit. Auch bei der Asienmeisterschaft 2019, wo er es mit seiner Mannschaft bis ins Achtelfinale schaffte, spielte er in jedem Spiel durch. Bis heute kommt er immer wieder zum Einsatz.